# Sangre y arena (pel·lícula de 1989)
Sangre y arena és una pel·lícula dramàtica espanyola de 1989 dirigida per Javier Elorrieta i protagonitzada per Christopher Rydell, Sharon Stone i Ana Torrent. Es va basar lliurement en la novel·la Sangre y arena de Vicente Blasco Ibáñez, que havia estat adaptada a la pantalla tres vegades abans, el 1916, 1922 i 1941.

## Argumentt
La història gira al voltant del jove torero Juan Gallardo (Christopher Rydell). Juan vol ser popular a les corrides de toros. Una nit, en Juan porta amb ell la cosina del seu amor Carmen (Ana Torrent) a un concurs taurí. Aconsegueixen amb èxit algun nivell i habilitats a l'arena, però alguna cosa va malament. Mentre el toro carrega contra Juan, el seu amic salva Gallardo a costa de la seva pròpia vida.
Aleshores, Juan se'n va i coneix una bella dona rica anomenada Doña Sol (Sharon Stone), filla d'un terratinent ric. Doña Sol ofereix a Juan l'oportunitat d'unir-se a la seva empresa com a treballador dels seus camps i terres, però Juan insisteix a convertir-se en una superestrella com a torero al seu país. Quan Juan surt de casa seva, un guàrdia de seguretat li diu que s'incorpori a l'entrenador taurí Nacional (Albert Vidal). Nacional entrena Juan fins que es pot unir al certamen taurí nacional. També s'hi suma un altre dels amics de Juan anomenat Garabato (Guillermo Montesinos). Juan mostra habilitats brillants i la seva popularitat augmenta.
Aleshores, Juan es casa amb Carmen, i la seva popularitat augmenta setmana rere setmana. En Juan aviat s'enamora de Doña Sol, i s'ofereix a casar-se amb ella, però Doña Sol no està interessada a casar-se amb ell. Carmen finalment visita a Doña Sol per parlar sobre Juan, però en canvi, Doña Sol mostra on s'amaga Juan.
Aquella nit, Juan va a un bar de mitjanit. En contra del consell de Nacional, en Juan s'emborratxa i passa l'estona amb unes noies del bar. Nacional aconsella a Juan que es concentri en la competició de l'endemà. En resposta, Juan dona una puntada de peu al Nacional i li demana que marxi; Nacional, enfadat surt del bar.
Juan i Doña Sol van a un popular hotel de ciutat, on el rival de Juan, Pepe Serrano, és present. Juan dona un cop de puny a Serrano amb ràbia després d'intentar fer un moviment a Doña Sol, però Serrano l'agafa igualment.
L'endemà, Juan va borratxo al despatx del seu gerent Don José, acompanyat de dues noies. Nacional torna a amonestar en Juan, i com a resposta, Juan li dona una forta bufetada; Nacional renuncia a ensenyar a Juan. Juan truca a Carmen i li demana disculpes, però Carmen no el perdona.
L'endemà comença la corrida de toros; Juan comença a no controlar el toro. Al mateix temps, la Carmen i la mare de Juan resen per ell, mentre que el cunyat de Juan, Antonio, aconsella a Carmen que vagi a ajudar a Juan i el perdoni.
Quan Carmen entra a la grada, Nacional la veu i corre cap a Juan, dient-li que Carmen ha vingut a vigilar-lo. Abans que en Juan comenci la competició, li llença la gorra a la Carmen com a disculpa. Juan fa una actuació excel·lent, però a l'última jugada, on està a punt de matar el toro amb l'espasa, el toro carrega de sobte cap a Juan, cornejant-lo a l'estómac. Aleshores el toro el llença a terra diverses vegades. Arriben els paramèdics i de seguida porten Juan a la sala de trauma d'emergències. Preocupats per Juan, Carmen i Nacional els segueixen; Juan mor pel trauma i la pèrdua de sang, i Carmen i Nacional se'n van plorant.
De tornada a l'arena, Serrano derrota el toro, guanyant la competició, i és escortat fora de l'arena.

## Repartiment
- Christopher Rydell com a Juan Gallardo
- Ana Torrent com a Carmen
- Sharon Stone com a Lady Doña Sol
- Albert Vidal com a Nacional
- Tony Fuentes com a Pepe Serrano
- Guillermo Montesinos com a Garabato
- Simón Andreu com a Antonio
- José Luis de Vilallonga com a Don José